# ルドヴィコ・カラッチ
ルドヴィコ・カラッチまたはロドヴィコ・カラッチ（Ludovico Carracci or Lodovico Carracci, 1555年4月21日 - 1619年11月13日）は、バロック初期のイタリアの画家、版画家（エッチング）。

## 生涯

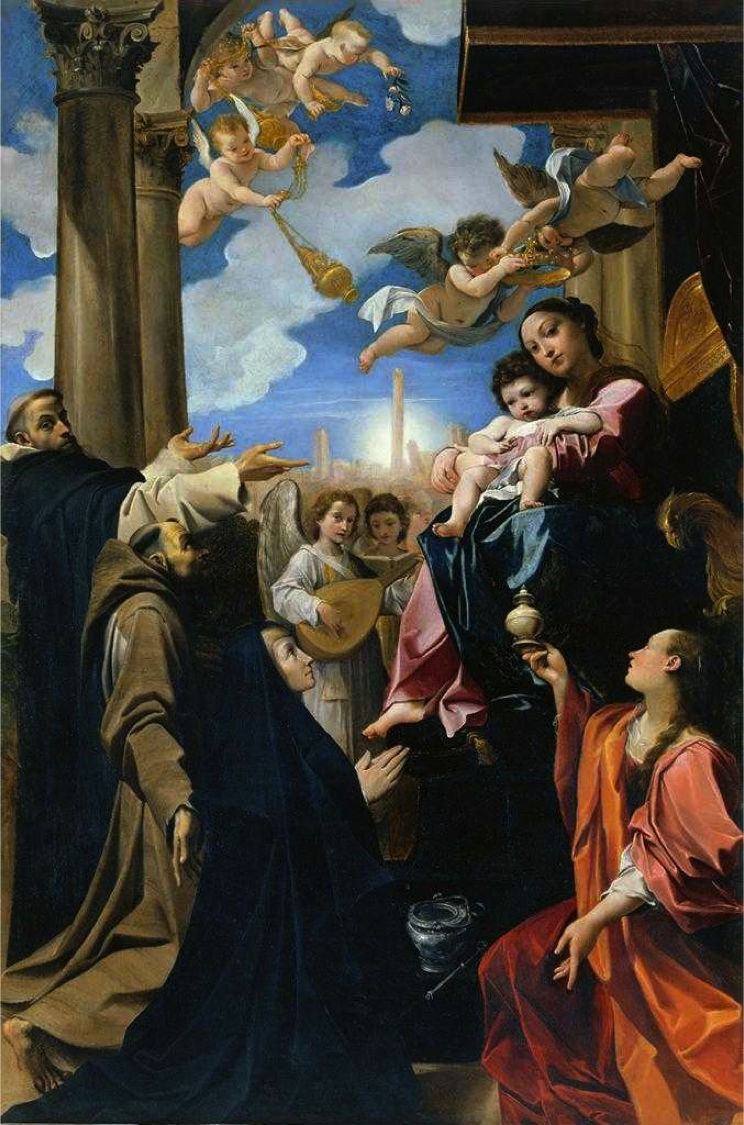
ルドヴィコ・カラッチ『バルジェッリーニの聖母』（1588年）油彩、カンヴァス、282 x 188 cm、ボローニャ国立絵画館

ルドヴィコ・カラッチはボローニャで生まれた。その地でプロスペロー・フォンターナの徒弟をした後、フィレンツェ、パルマ、ヴェネツィアに旅し、またボローニャに戻った。1585年、従兄弟のアゴスティーノ・カラッチ、アンニーバレ・カラッチと一緒にアカデミア・デリ・インカミナーティという、いわゆる折衷主義（en:Eclecticism in art）の絵画学校を設立・指導したが、学校とはいうものの、事実上は、徒弟を助手にした工房だった。しかし、この学校/工房出身の大勢の折衷主義画家たちが、ローマや他の都市で有名になった。とくに、16世紀後半のボローニャ派と呼ばれる画家たちを助成したわけである。その中には、フランチェスコ・アルバーニ、グエルチーノ、アンドレア・サッキ、グイド・レーニ、ジョヴァンニ・ランフランコ、ドメニキーノ（ドメニコ・ザンピエーリ）らがいた。ルドヴィコ・カラッチは弟子たちに、自然の観察、無理のないポーズに的を絞ったスケッチの練習をさせ、人物を描く時にははっきりした比率を使わせた。弟子たちの中でも、Giacomo Cavedone（en:Giacomo Cavedone）には特に目を掛けた。ルドヴィコ・カラッチはイタリアの絵画、とくにフレスコ画を生き返らせ、それが形式主義的なマニエリスムに包括されたと信じられている。
ルドヴィコ・カラッチ自身の作品は、はっきりしたジェスチャーによってかきたてられる力強い雰囲気と、スピリチュアルな情緒を生み出す光のゆらめきが特徴的である。
ルドヴィコ・カラッチは1619年、ボローニャで亡くなった。